# 猿尾堤

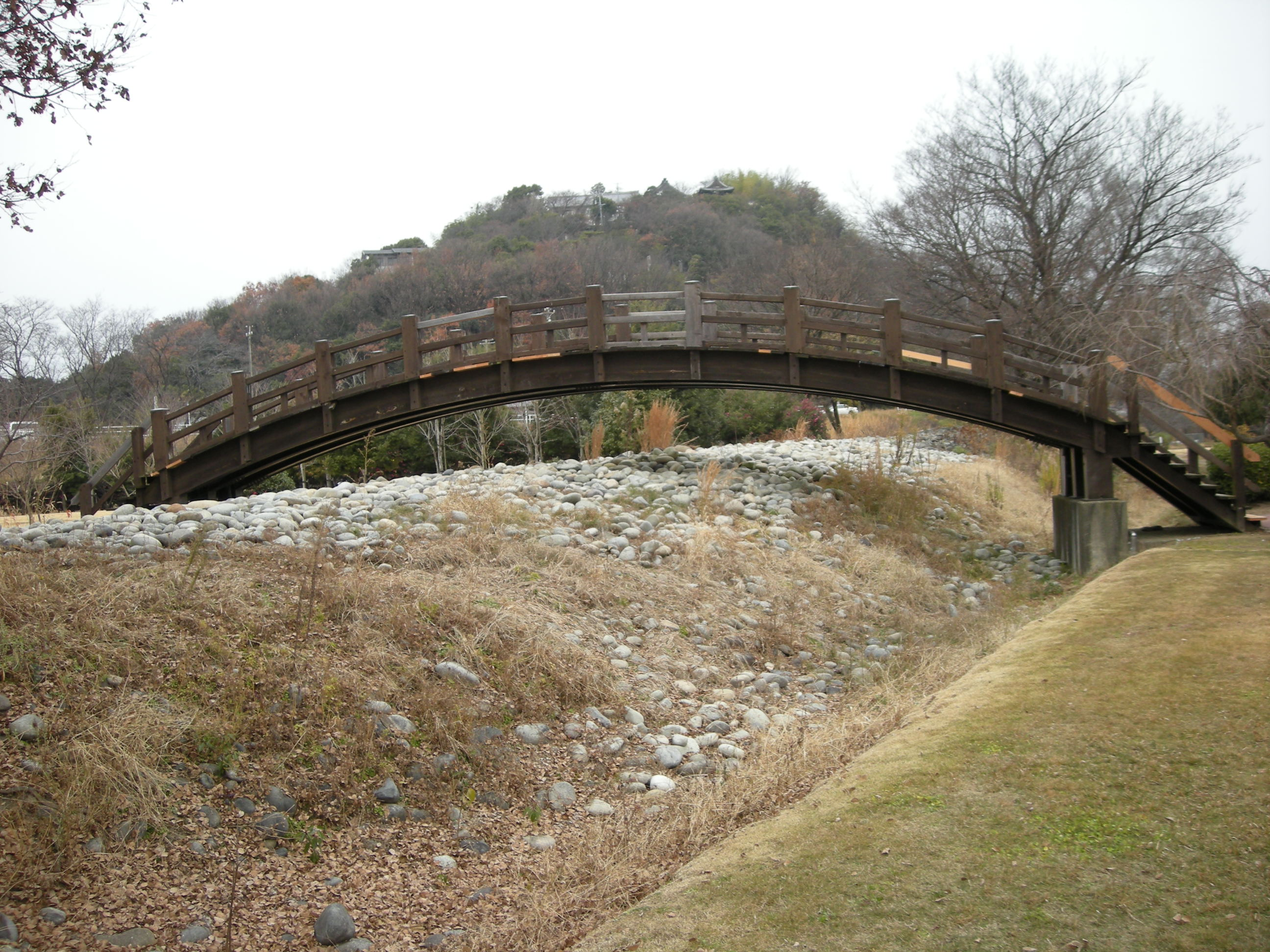
前渡猿尾堤（岐阜県各務原市前渡西町）

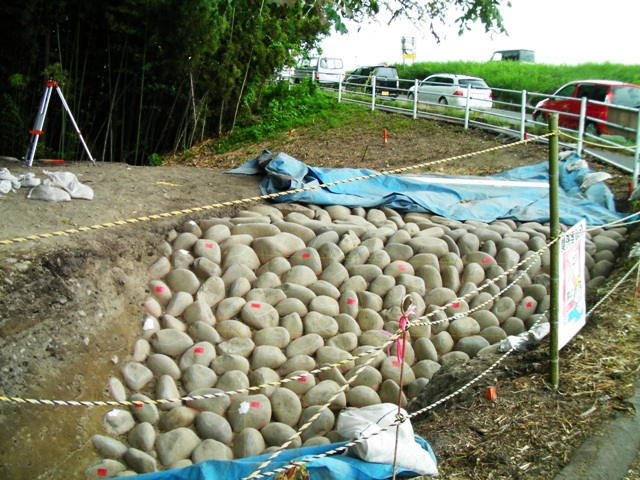
手斧猿尾堤の発掘風景。

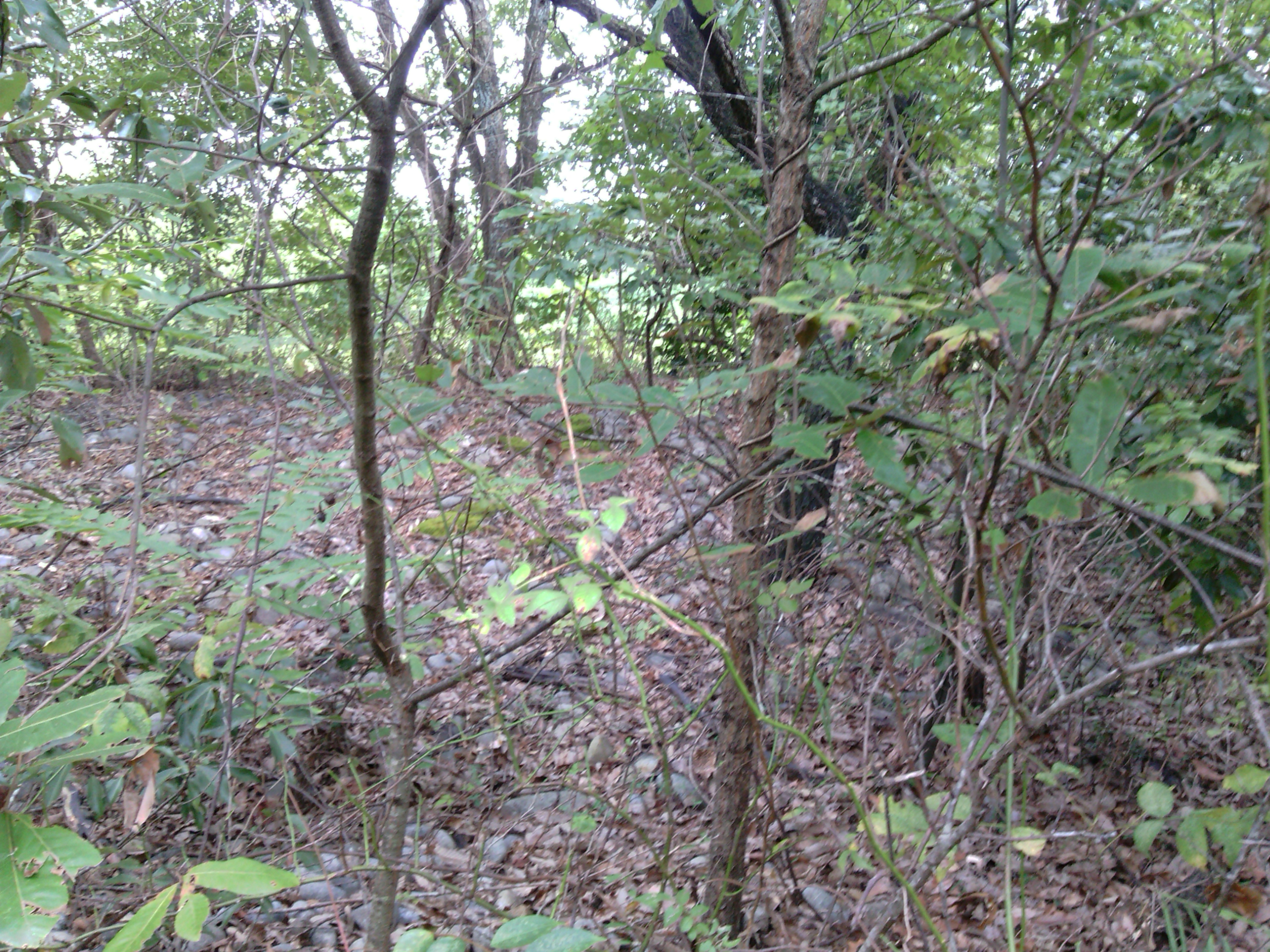
加納猿尾

猿尾堤（さるおづつみ）は、江戸時代から明治時代に木曽三川、特に木曽川で多く築かれた堤防の一種で　洪水の際、水流をさえぎり水勢を弱め本堤防の決壊を防ぐ「出シ」と呼ばれる水制施設のことである。
猿尾の堤（さるおのつつみ）、猿尾（さるお）ともいう。

## 特徴
河道とほぼ直角に、本堤から河川に向かって設けられた小高い堤防である。洪水の水流を受け止め、流れの勢いを落とし、堤防（本堤）を守る役割がある。堰の一種とも言える。長さは100mから300m程度。石で表面を覆っている場合が多い。
堤防に対して直角方向に築かれた構造物は荒川横堤を初めとする多くの地域で見かけられるが、猿尾堤という名称は、特に愛知県、岐阜県の木曽川沿い、特に岐阜県に限定されているようである。
猿尾堤の名の由来は、その形が猿の尻から伸びた尾に見えることからである。
現在は治水の問題上殆どが失われているが、痕跡を残す箇所が多く存在する。

## 築かれた状況
1609年（慶長14年）、木曽川の洪水を防ぐ目的と軍事上の目的をかねて、尾張国に御囲堤が築かれる。尾張国の御囲堤に対し、美濃国は3尺（約1m）低い堤防しか築いてはならないという不文律により、美濃国は江戸時代を通じて洪水に悩まされる。
1650年（慶安3年）、美濃郡代岡田善政（岡田将監善政）が木曽川の堤防工事のため、交通の便の良い羽栗郡傘町（現在の羽島郡笠松町）に仮陣屋を置く。
その数年後、木曽川の洪水により美濃国側の堤防が決壊する。岡田将監が復旧現場を訪れると、頑丈な堤防が決壊し、弱い堤防が決壊していないことに気付く。弱い堤防の近くには、川原が小高くなり、あたかも猿の尾のように川に飛び出ている箇所があることから、「あの猿の尾のように小高い堤防を築くように」と指示を出す。これが猿尾堤の始まりという。

## 扶桑町・江南市の猿尾
木曽川は地形上、愛知県丹羽郡扶桑町から江南市にかけて岸に激しくぶつかるため、この地方は洪水被害の多い地域であった。御囲堤が出来てからは、この水勢から本堤を守る必要があった。そこで、水の勢いを弱めるため、猿尾が多く作られた。
江南市草井には「千間猿尾」と呼ばれるこの地方最大の猿尾が造られた。『尾張名所図会』に「草井大猿尾」の図があり、その説明に「木曾川の水激流して、こなたの堤ややもすれば決して易き故、大造なる石篭に大岩を入れて幾重も積み上げ、その長さ十余間、水下へ斜に張り出させて、その篭にて水を除け、堤の平安を得さしむ。当国にても石篭を張り出させる猿尾という方言なり。石篭は諸国に多しといえどもかかる大篭は外にある事なし。近隣宮田村、鹿子島村にありて、俗に千間猿尾と呼べり。」と書かれている。
この方法は豊臣秀吉が木曽川の堤を築くにあたって、川石を利用し、当地の篭職人を集めて蛇篭を作らせ、それに丸石を詰め込み篭堤えを試みたのが初めとされる。
山那に残る江戸時代後期のものと思われる地図に書かれた猿尾には上流から百間猿尾、古金猿尾、大猿尾、小牧猿尾、中猿尾、札猿尾、滑猿尾と記されている。横手猿尾は流出したのかこの地図にはない。新猿尾については不明である。現在、百間猿尾と金猿尾が残っている。

## 現在
多くの猿尾堤は、昭和時代の治水工事で失われてしまった。しかし、現在も現役の堤も多い。
- 加納猿尾 - 加納藩が築堤（各務原市下中屋町）。
- 前渡猿尾堤 - 前渡不動山南麓から木曽川に向かって弓なりに延びており、全長約286m、基部の幅約15m、高さ約3m（各務原市前渡西町、木曽川浄化センター内）。
- 手斧（ちょうな）猿尾堤 - 1662年（寛文2年）築堤。（羽島郡笠松町米野、岐阜県道93号川島三輪線もぐり橋の北側）。
- 将監猿尾 - 岡田将監善政の発案で築堤（羽島郡笠松町長池）。
- 石田の猿尾 - 宝暦治水で築堤。現役の猿尾堤。西中野渡船場付近（羽島市下中町石田）。
- 八神猿尾 - 石田猿尾の後に追加して築堤。現役の猿尾堤（羽島市桑原町八神）。
- 百間猿尾（丹羽郡扶桑町）
- 金猿尾（同上）